# Tout le monde debout
Pour plus de détails, voir Fiche technique et Distribution.
Tout le monde debout est une comédie française écrite et réalisée par Franck Dubosc, sortie en 2018. Il s'agit de son premier long métrage.

## Synopsis
Égoïste et misogyne, Jocelyn, un homme d'affaires à qui tout réussi, tombe sous le charme d’une voisine de sa mère, Julie. À la suite d'un malentendu, il est amené à utiliser un fauteuil roulant et à se faire passer pour une personne handicapée afin de la séduire.
Le gros souci, c'est quand celle-ci lui présente sa sœur Florence, elle-même paraplégique, dont Jocelyn tombe amoureux.
Scène inter-générique
Dans le parc de la maison de retraite, Jocelyn est assis à côté de son père sur le banc. Le père de Jocelyn lui demande comment va sa mère. Jocelyn le regarde interloqué, hésite, puis répond qu'elle va bien. Jocelyn propose à son père d'aller à Lourdes, celui-ci répond qu'il n'en a pas besoin puisqu'il est équipé. Ils éclatent de rire.

## Fiche technique
Sauf indication contraire, les informations mentionnées dans cette section peuvent être confirmées par la base de données cinématographiques IMDb,  présente dans la section « Liens externes ».
- Titre original : Tout le monde debout
- Réalisation : Franck Dubosc
- Scénario : Franck Dubosc et Declan May
- Décors : Jérémie Von Karlin
- Direction artistique : Jérémie Duchier
- Costumes : Isabelle Mathieu
- Photographie : Ludovic Colbeau-Justin
- Montage : Samuel Danési
- Mixage : Fabien Devillers
- Musique : Sylvain Goldberg, Xiaoxi Levistre et Emilien Levistre
- Production : Sidonie Dumas
- Coproducteurs : Cédric Iland, Nadia Khamlichi et Adrian Politowski
- Producteurs délégués : Yann Arnaud et Marc Jenny
- Sociétés de production : Gaumont et LGM Cinéma SAS ; TF1 Films Production (coproduction) ; SOFICA Cinémage 12 (en association avec)
- Société de distribution : Gaumont Distribution
- Pays d'origine :  France
- Langue originale : français
- Format : couleur
- Genre : comédie romantique
- Durée : 107 minutes
- Dates de sortie :
  - France : 14 mars 2018

## Distribution
- Franck Dubosc : Jocelyn
- Alexandra Lamy : Florence
- Gérard Darmon : Max, l'ami de Jocelyn
- Elsa Zylberstein : Marie, la secrétaire de Jocelyn
- Caroline Anglade : Julie, la sœur de Florence
- Laurent Bateau : Lucien, le frère de Jocelyn
- Claude Brasseur : le père de Jocelyn et Lucien
- François-Xavier Demaison : le curé de Lourdes
- Leticia Belliccini : fille saoule.

## Production
Le film avait comme titre de travail Lève-toi et marche. Dubosc changea l'intitulé pour Tout le monde debout, en référence à la fameuse gaffe de François Feldman lors du Téléthon 1996.

## Musique
Sauf indication contraire ou complémentaire, les informations mentionnées dans cette section proviennent du générique de fin de l'œuvre audiovisuelle présentée ici.
- Ba moin en tibo (chanté par les membres du cortège funèbre derrière le corbillard, après que Jocelyn a rejoint le cortège).
- Don't Play That Song (You Lied) d'Ahmet Ertegün et Betty Nelson (Jocelyn gare sa Porsche au bord de la petite route au milieu des champs, il sort le fauteuil roulant du coffre et le reconstitue, s'aperçoit qu'un chasseur âgé perplexe le regarde, il s'assois dans le fauteuil et s'éloigne).
- Sinfonia de La forza del destino de Giuseppe Verdi.
- Allegro molto appassionato du concerto pour violon no 2 de Felix Mendelssohn.
- Working for the Man (en) par Tomas Trapl.
- Please Come Back to Me par Adam Naas (Jocelyn fait descendre la terrasse mobile en bois vers le fond de sa piscine, Florence et lui se retrouvent dans l'eau, ils sont allongés sous des peignoirs côte à côte sur la terrasse en bois).
- Amore mio de Brice Davoli.
- Allegro du concerto pour violon en la mineur de Jean-Sébastien Bach.
- Adagio en sol mineur de Remo Giazotto, inspiré de Tomaso Albinoni.
- All Night Long de Frédéric Le Quéré.
- Me and Mrs. Jones par Billy Paul.
- You've Got to Learn par Charles Aznavour (sur l'aire d'autoroute Jocelyn est incapable de reconnaitre qu'il n'est pas paraplégique, jusqu'au moment où sur la route à travers la forêt, il effectue un tête-à-queue avec sa Porsche devant le car transportant Florence et ses collègues l'obligeant à s'arrêter et il monte à bord).

## Accueil

### Critique
En France, le film reçoit des critiques globalement positives. Sur le site Allociné, qui recense 23 titres de presse, Tout le monde debout obtient une moyenne de 3,6⁄5.
Côté avis positif, Pierre Vavasseur du Parisien écrit notamment « soignée, rythmée, élégante, la comédie réalisée par Franck Dubosc est riche en moments hilarants ». Dans Direct Matin, on peut notamment lire « s'inscrivant dans la veine d’un cinéma américain qui ose aller loin sur des sujets souvent tabous, Dubosc concocte une romance qui s’assume, mais aborde surtout son sujet en le dédramatisant de façon cocasse ». Dans Elle, Khadija Moussou conseille ses lecteurs en écrivant « Oubliez l’humour un peu beauf de son auteur et laissez vous surprendre par Tout le monde debout, une comédie romantique rafraîchissante ». Dans Le Figaro, on peut notamment lire « en passant derrière la caméra, Dubosc choisit un thème qu'il traite avec une délicatesse inattendue ».
Du côté des critiques négatives, Murielle Joudet du Monde regrette que « malgré quelques bonnes idées, Franck Dubosc signe une comédie romantique sans âme », alors que pour Guillaume Loison de L'Obs « Le premier film réalisé par l'acteur de Camping manque de mordant et de personnalité ».

### Box-office
| Date       | Résultats (en nombre d'entrées) | Evolution | Rang hebdomadaire | Cumul     |
| ---------- | ------------------------------- | --------- | ----------------- | --------- |
| 14/03/2018 | 897 452                         | -         | 1                 | 897 452   |
| 21/03/2018 | 465 093                         | -48.18%   | 1                 | 1 362 545 |
| 28/03/2018 | 425 635                         | -8.48%    | 2                 | 1 788 180 |
| 04/04/2018 | 240 467                         | -43.50%   | 4                 | 2 028 647 |
| 11/04/2018 | 192 720                         | -19.86%   | 5                 | 2 221 367 |
| 18/04/2018 | 58 238                          | -69.78%   | 13                | 2 279 605 |
| 25/04/2018 | 52 847                          | -9.26%    | 17                | 2 332 452 |
| 02/05/2018 | 22 141                          | -58.10%   | 19                | 2 354 593 |

Le film a également vendu 12 329 tickets en Allemagne.

## Autour du film
C'est le dernier rôle au cinéma pour Claude Brasseur.

### Remake
En 2022, sort dans les salles italiennes Corro da te, remake officiel italien réalisé par Riccardo Milani avec Pierfrancesco Favino et Miriam Leone.